# Zoltán Szélesi
Zoltán Szélesi (Budapest, Hungría, 22 de noviembre de 1981) es un futbolista húngaro, se desempeña como defensa. Actualmente juega en el Újpest FC húngaro.

## Selección nacional
Ha sido internacional con la Selección de fútbol de Hungría, ha jugado 27 partidos internacionales.

## Clubes
| Club             | País         | Año         |
| ---------------- | ------------ | ----------- |
| Újpest FC        | Hungría      | 1998 - 2004 |
| Energie Cottbus  | Alemania     | 2004 - 2007 |
| RC Estrasburgo   | Francia      | 2007 - 2009 |
| Debreceni VSC    | Hungría      | 2009 - 2010 |
| Olympiakos Volou | Grecia       | 2010 - 2011 |
| NEC Nijmegen     | Países Bajos | 2011 - 2012 |
| Újpest FC        | Hungría      | 2012-       |